# HMS Black Swan (L57)
«Блек Свон» (англ. HMS Black Swan (L57) — військовий корабель, шлюп головний у своєму типі Королівського військово-морського флоту Великої Британії за часів Другої світової війни.
Шлюп «Блек Свон» був закладений 20 червня 1938 року на верфі компанії Yarrow Shipbuilders у Скотстоні. 7 липня 1939 року він був спущений на воду, а 27 січня 1940 року увійшов до складу Королівських ВМС Великої Британії.
Корабель брав активну участь у бойових діях на морі в Другій світовій війні, бився у Північній Атлантиці, біля берегів Франції, Англії, супроводжував атлантичні конвої. В ході війни служив у ескортних групах супроводу транспортних конвоїв, у взаємодії з «Стоункроп» потопив німецький ПЧ U-124. Після Другої світової війни проходив службу в Тихому океані, брав участь у Корейській війні. За проявлену мужність та стійкість у боях бойовий корабель заохочений чотирма бойовими відзнаками.

## Історія служби
Після введення до строю шлюп «Блек Свон» базувався в Портленді. Наприкінці лютого 1940 року увійшов до складу ескортних сил Росайта, де брав участь у супроводі конвоїв на східному узбережжі Британії. У квітні корабель був включений до складу Домашнього флоту для прикриття від атак з повітря флоту та військ, задіяних в операції із протидії захопленню німецькими військами Норвегії. 17 квітня «Блек Свон», спільно зі шлюпами «Окленд», «Фламінго» та «Біттерн» висадили десант в Ондалснесі та Олесунні, після чого здійснював зенітне прикриття своїх військ.
27 квітня шлюп зазнав атаки німецьких пікіруючих бомбардувальників. Одна з бомб, влучила в корпус, пройшла крізь кают-компанію та вибухнула під дном корабля. Незважаючи на серйозні пошкодження, корабель зберіг плавучість та можливість руху та 28 квітня повернувся до Британії для ремонту. У червні після закінчення ремонту корабель знову увійшов до складу ескортних сил Росайта та займався супроводом конвоїв у Північному морі.
1 листопада корабель підірвався на міні і був відправлений на ремонт на верф до Данді, де перебував до середини травня 1941 року, після чого переведений на ВМБ у Скапа-Флоу.
25 серпня, перебуваючи в Мілфорд-Гейвен, внаслідок авіаційного нальоту зазнав незначних пошкоджень і 11 вересня перебував на ремонті в Пембрук-Доці, після чого знову повернувся до ескортування конвоїв в Ірландському морі.
У жовтні був переведений у Лондондеррі і до лютого 1943 брав участь в ескортуванні конвоїв між Гібралтаром і Великою Британією.
2 квітня 1943 року, супроводжуючи конвой OS 45 з Ліверпуля до Фрітауна, спільно з корветом «Стоункроп» потопив німецький підводний човен U-124, один з найрезультативніших човнів Крігсмаріне.